# Malovăț
Malovăț là một xã thuộc hạt Mehedinți, România. Dân số thời điểm năm 2002 là 3017 người.